# 전파 납치
전파 납치(電波 拉致, 영어: broadcast signal intrusion)는 방송 허가를 정식으로 받지 않은 개인이 전파를 송출하여 정규 방송이 아닌 방송을 정규 방송을 통해 방송하는 방송사고이다. 해적방송의 한 종류로도 볼 수 있다.  텔레비전 방송보다는 주로 라디오 방송에 대한 전파납치가 빈번하나, 텔레비전에 대한 전파납치 또한 드물게 이루어진 바 있다.

## 분류

### 라디오
일반적으로 라디오의 전파 및 방송을 자체적으로 만들어내는 것이 상대적으로 용이한 만큼, 라디오에 대한 전파납치 사례는 매우 빈번하게 발생하였다. 제 2차 세계대전이나 냉전 시기와 같이 국가 간 정치적 대립이 심했던 시기에는, 적대국 간의 정치적 입장을 상대 국가의 방송에 대한 전파납치 시도를 통해 상대 국가의 국민들에게 전파하는 행위가 이루어지기도 했다.

### 텔레비전
텔레비전의 방송은 방송국에 의해 매우 고출력으로 이루어지기 때문에, 텔레비전에 대한 전파 납치의 사례는 매우 드물다. 텔레비전에 대한 전파 납치를 위해서는 고도의 기술력이 필요하며, 이를 통해 방송 시설을 만들어 전파 납치를 시도할 경우 그 추적이 매우 용이해지기 때문이다. 그러나 음성과 화면을 모두 납치한 사례가 아닌, 음성만을 송출한 불완전한 전파 납치의 사례는 꽤 빈번하며, 완전한 납치의 사례는 몇 가지가 알려져 있다.

### 무선방송
전파를 송출하여 안테나를 통한 방송을 시도하는 무선방송의 경우, 텔레비전과 같은 이유로 전파 납치의 시도가 매우 어렵다. 대한민국의 경우, 영토가 좁고 송신기의 개별적인 판매가 쉽게 이루어지지 않으며, 경찰에 의한 감시 또한 용이하기 때문에 더욱 그렇다.

### 유선방송
유선방송에 대한 전파 납치는 상대적으로 용이하다.

## 같이 보기
- 맥스 헤드룸 전파 납치 사건
- 애슈타 전파 납치 사건
- HBO 캡틴 미드나잇 전파납치 사건